# Direitos da terra indígena
Os direitos à terra indígena são os direitos dos povos indígenas à terra e aos recursos naturais nela contidos, individual ou coletivamente, principalmente em países colonizados. Os direitos relacionados à terra e aos recursos são de importância fundamental para os povos indígenas por uma série de razões, incluindo: o significado religioso da terra, autodeterminação, identidade e fatores econômicos. A terra é um importante ativo econômico e, em algumas sociedades indígenas, o uso dos recursos naturais da terra e do mar formam a base de sua economia doméstica, de modo que a demanda por posse decorre da necessidade de garantir seu acesso a esses recursos. Em muitas sociedades indígenas, como entre os muitos povos aborígenes australianos, a terra é uma parte essencial de sua espiritualidade e sistemas de crenças.
"Além de atirar em povos indígenas, a maneira mais segura de nos matar é nos separar de nossa parte da Terra."— Hayden Burgess, Havaí
As reivindicações por terras indígenas têm sido abordadas com vários graus de sucesso em nível nacional e internacional desde o início da colonização. Tais reivindicações podem basear-se nos princípios do direito internacional, tratados, direito consuetudinário ou constituições ou legislação nacional. Título indígena (também conhecido como título aborígene, título nativo e outros termos) é uma doutrina de direito comum que os direitos à terra dos povos indígenas à posse consuetudinária persistem após a assunção da soberania sob o colonialismo colonizador. O reconhecimento estatutário e a proteção dos direitos indígenas e comunitários à terra continuam a ser um grande desafio, com a lacuna entre a terra formalmente reconhecida e a terra habitualmente mantida e administrada é uma fonte significativa de subdesenvolvimento, conflito e degradação ambiental.

## Lei internacional
Os documentos fundamentais para os direitos indígenas à terra no direito internacional incluem a Convenção dos Povos Indígenas e Tribais de 1989 ("OIT 169"), a Declaração das Nações Unidas sobre os Direitos dos Povos Indígenas, a Convenção sobre a Eliminação de Todas as Formas de Discriminação Racial, a Pacto Internacional sobre Direitos Civis e Políticos, a Convenção Americana sobre Direitos Humanos e a Declaração Americana sobre os Direitos dos Povos Indígenas .

## Lei civil

### Brasil

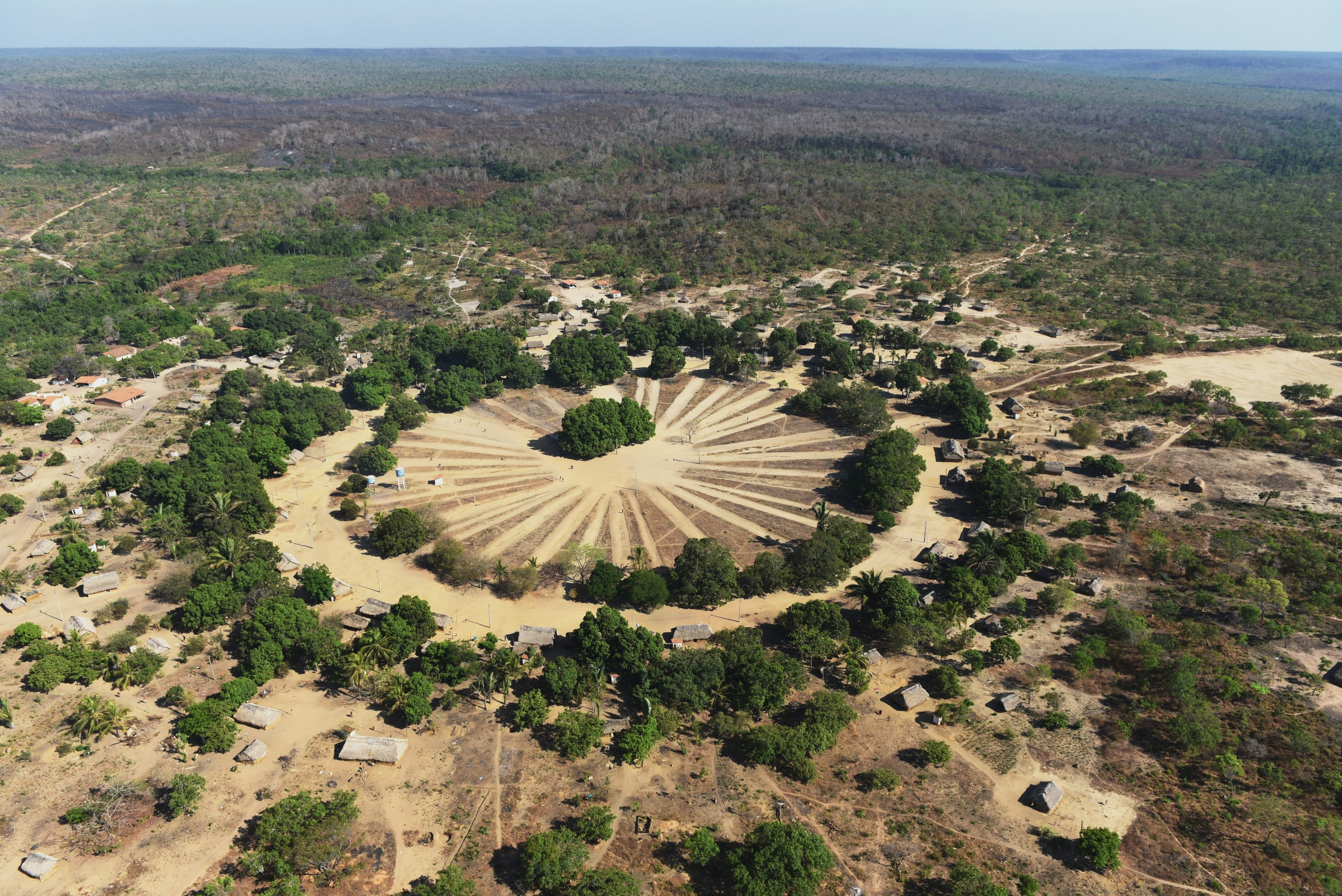
Terra Indígena Porquinhos, no Maranhão, Brasil

O direito à terra indígena no Brasil é e tem sido uma luta contínua para os indígenas brasileiros, que têm sido tratados como um grupo minoritário sem direitos e são discriminados. A discriminação contra os indígenas está presente desde a colonização. Em 1910, foi criado o Serviço de Proteção ao Índio devido à grande quantidade de violência infligida aos povos indígenas, porém essa política era ineficaz e corrupta e foi substituída pela Fundação Nacional do Índio (FUNAI), em 1967. Em 1983, mais leis de demarcação foram implantadas e impediram os colonos brancos de roubar terras indígenas e especificaram ainda mais as fronteiras das terras indígenas. No entanto, outras agências estatais foram autorizadas a especificar fronteiras que foram fortemente influenciadas pelos setores da indústria de mineração. Apenas 14% das terras acabaram sendo demarcadas e muitas terras foram perdidas para as mineradoras.
Em 1988, o Brasil adotou uma nova constituição, que dizia que as terras e a cultura indígena seriam protegidas. Esse projeto de lei permitiu que os indígenas vivessem com segurança em seu território sem medo de que suas terras ou recursos fossem tomados. No entanto, este projeto acabou tendo muito menos sucesso do que originalmente prometido, o governo brasileiro deveria demarcar todos os territórios indígenas até 1993, mas nesses cinco anos eles demarcaram apenas 50% dos territórios.
Em 2017, ainda poucas ações haviam sido tomadas para garantir os direitos à terra dos povos indígenas no Brasil. O presidente do Brasil em 2017 declarou uma data limite para terras indígenas. O projeto de lei afirmava que se os indígenas não estavam em seu território antes do corte de 1988, não era sua terra para demarcar. A demarcação de 27 territórios indígenas foi suspensa por causa desse corte, mesmo que a razão pela qual eles não puderam declarar seu território antes de 1988 foi devido ao governo ou porque eles não puderam provar que residiam lá anteriormente. Em fevereiro de 2020, o presidente Jair Bolsonaro propôs o projeto de lei 191/2020, que permitirá a abertura de territórios indígenas à mineração e geração hidrelétrica. Este projeto de lei causou o retrocesso das comunidades indígenas, ameaça a saúde de suas terras e a segurança de seu povo.
A situação atual das Terras Indígenas no Brasil é a seguinte: 124 estão em identificação (em estudo por grupo de trabalho nomeado pela FUNAI); 43 foram identificadas (aprovadas pela presidência da FUNAI após estudo) e aguardam os próximos passos; 74 foram declaradas pelo Ministro da Justiça e aguardam a assinatura do Presidente da República; 487 foram homologadas pela Presidência da República e foram Reservadas (ou seja, adquiridas pela União ou doadas a ela, sendo de posse das comunidades que as habitam). Ou seja, de um total de 728 terras indígenas que se encontram em algum dos estágios do processo de Reserva, pouco mais de 65% foram devidamente recohecidas e protegidas pela nação após 30 anos da data limite de demarcação (uma evolução de apenas 15% em relação às terras demarcadas em 1993).

### México

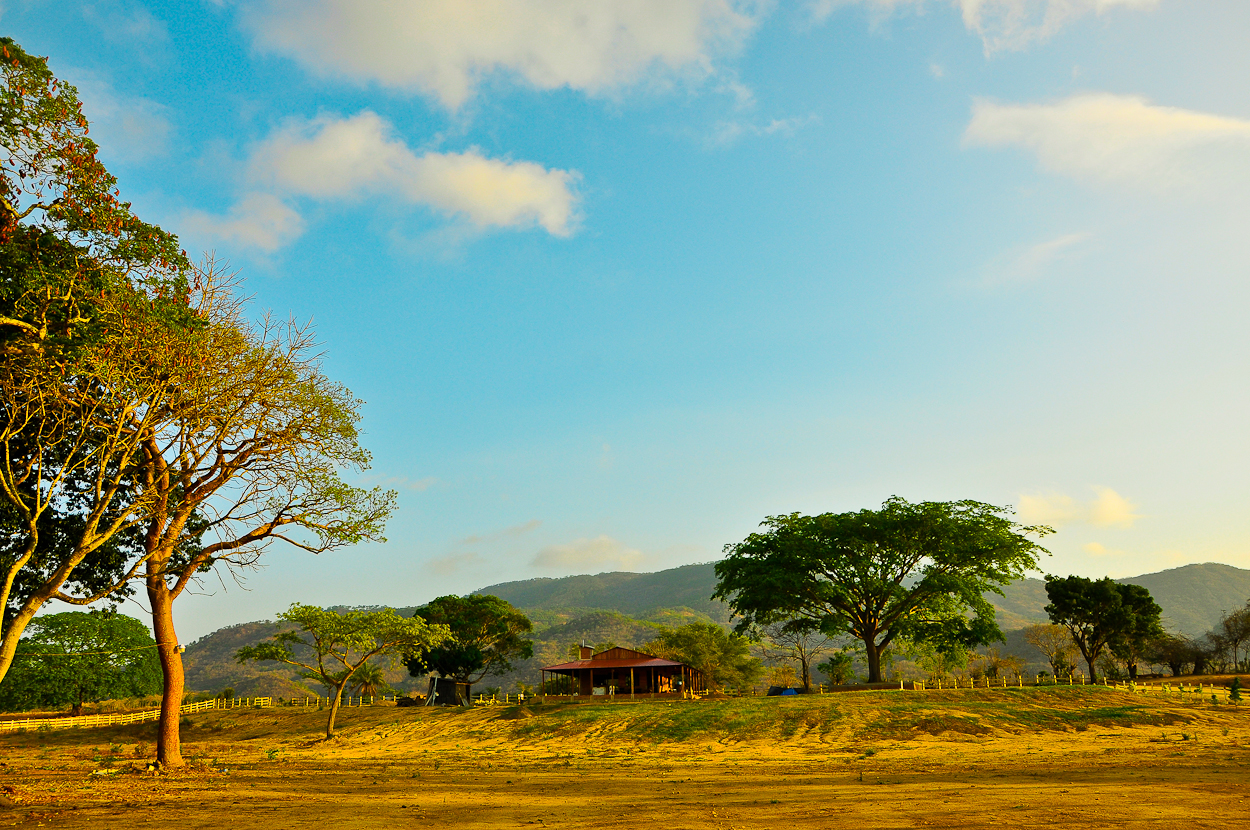
O ejido de Cuauhtémoc, Naco, Estado de Sonora, no México.

Os anos após a Revolução Mexicana de 1910 viram reformas agrárias (1917-1934), e no artigo 27 da Constituição mexicana o sistema de encomienda foi abolido, e o direito à terra comunal para as comunidades tradicionais foi afirmado. Assim foi criado o sistema ejido, que na prática deveria abranger o poder dos investimentos privados de empresas estrangeiras e proprietários ausentes, e dar direito à população indígena a um pedaço de terra para trabalhar e viver.
Desde as décadas de 1980 e 1990, o foco da política econômica do México concentrou-se mais no desenvolvimento industrial e na atração de capital estrangeiro. O governo de Salinas iniciou um processo de privatização de terras (através do programa PROCEDE). Em 1992, como (pré)condição para o México entrar no Acordo de Livre Comércio da América do Norte (NAFTA) com os Estados Unidos e o Canadá, foram modificados os art.4 e art.27 da Constituição, por meio dos quais se tornou possível privatizar ejido-terra comunal. Isso prejudicou a segurança básica das comunidades indígenas ao direito à terra, e ex- ejidatorios agora se tornaram posseiros de terra formalmente ilegais e suas comunidades assentamentos informais. (ver também o conflito de Chiapas )

## Lei comum
Título indígena, também conhecido como título aborígene (Canadá), título nativo (Austrália), título costumeiro (Nova Zelândia), título indiano original (EUA), é a doutrina de direito comum de que os direitos à terra dos povos indígenas à posse consuetudinária persistem após a assunção da soberania. Os povos indígenas também podem ter certos direitos sobre as terras da Coroa em muitas jurisdições.

### América latina
À medida que os sistemas políticos de alguns países latino-americanos estão se tornando mais democráticos e abertos a ouvir e abraçar as opiniões das minorias, essas questões de direitos à terra claramente vieram à tona na vida política. Apesar desse novo "re-reconhecimento" aos poucos, os grupos indígenas ainda estão entre as populações mais pobres e muitas vezes têm menos acesso a recursos e menos oportunidades de progresso e desenvolvimento. A situação legal do direito à terra indígena nos países da América Latina é muito variada. Ainda há uma variação muito ampla de direitos, leis e reconhecimentos indígenas em todo o continente. No ano de 1957, a Organização Internacional do Trabalho (OIT), fez a Convenção 107 da OIT. Essa convenção criou leis e normas para a proteção e integração dos povos indígenas em países independentes. Todos os países independentes da América Latina e do Caribe da época ratificaram esta convenção. A partir da década de 1960, começaram com o reconhecimento das primeiras reivindicações de terras indígenas desde a era colonial. No ano de 1989 a OIT fez a Convenção 169; a convenção sobre Povos Indígenas e Tribais em Países Independentes, que atualiza a OIT 107, de 1957. Nesta convenção foi também muito importante o reconhecimento da relação muito próxima e importante entre terra e identidade, ou identidade cultural. Hoje, essa convenção foi ratificada por 15 países da América Latina e do Caribe. Mesmo nos países onde foi ratificada, a implementação limitada levou a conflitos sobre os direitos das terras indígenas, como os protestos contra a mina Escobal, na Guatemala.

### Austrália

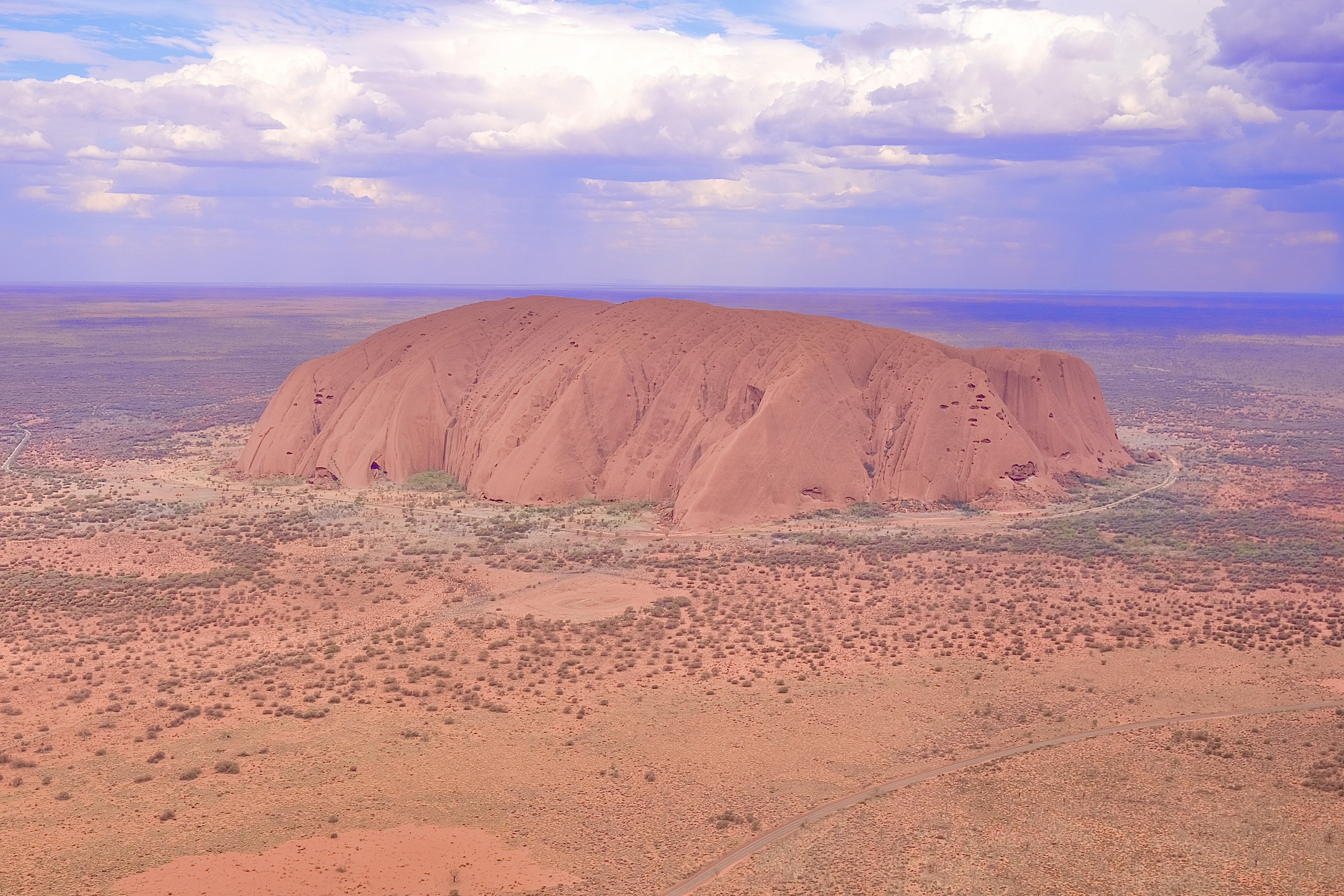
Uluru, rocha gigante em meio a reserva indígena no Parque Nacional de Uluru-Kata Tjuta, perto da pequena cidade de Yulara, na Austrália.

Os direitos indígenas à terra têm sido historicamente prejudicados por uma variedade de doutrinas, como terra nullius. que é um termo latino que significa "terra que não pertence a ninguém". Em 1971, um grupo de pessoas de Meriam, na Austrália, emitiu uma reivindicação legal pela posse de sua ilha de Mer, no Estreito de Torres. Em sua reivindicação legal, eles emitiram que sua terra é inerente e exclusivamente de propriedade, vivida e governada pelo povo Meriam, que historicamente geriu suas questões políticas e sociais. Após anos de julgamento do caso pelos tribunais, e após a morte de um dos demandantes (Eddie Mabo), o julgamento do Supremo Tribunal emitiu um reconhecimento da propriedade da terra nativa e a negação do mito da terra nullius.
Em 2015, após cinco anos de negociação entre o Conselho Central dos povos do Território do Norte e o Governo australiano, foi criada a reserva indígena de mais de cinco milhões de hectares ao redor do Uluru, uma rocha avermelhada gigante com 348 metros de altura, que é local sagrado para os habitantes locais.

### Canadá
O principal caso para o título aborígene no Canadá é Nação Delgamuukw vs Colúmbia Britânica (1997). Outro caso importante para o título aborígene é o Nação Tsilhqot'in Nation vs Colúmbia Britânica (2014). Lá os povos originários são denominados “Primeiras Nações” (First Nations).

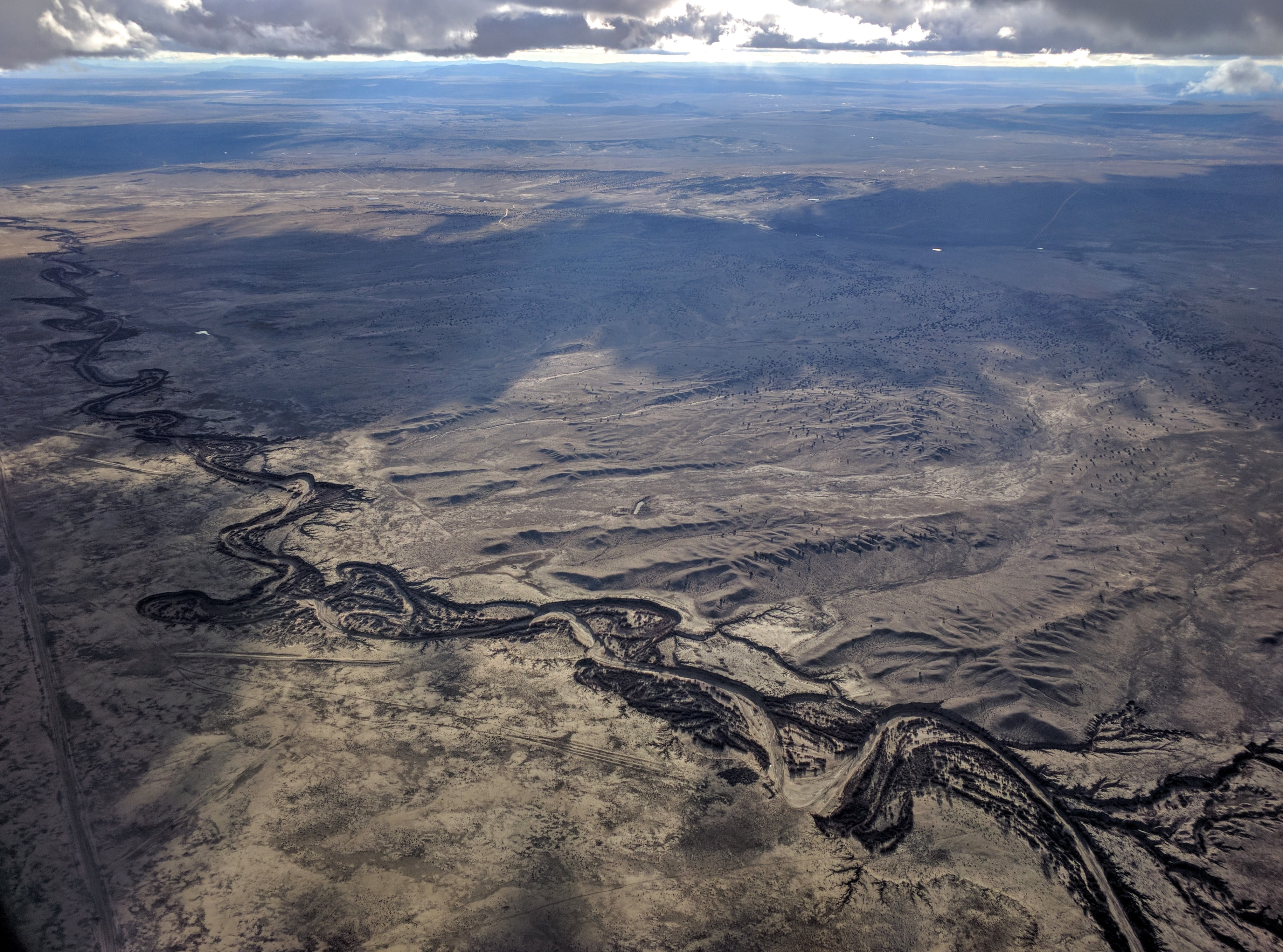
O Rio Puerco é a fronteira leste da Reserva Indígena Tohajiilee, no Novo México, nos Estados Unidos.

### Estados Unidos
A decisão fundamental para o título aborígene nos Estados Unidos é Johnson v. McIntosh (1823), de autoria do Chefe de Justiça John Marshall. Os nativos americanos nos Estados Unidos foram amplamente relegados a reservas indígenas administradas por tribos sob o Departamento de Assuntos Indígenas do Departamento do Interior dos Estados Unidos.
Uma lista das reservas indígenas históricas nos Estados Unidos é apresentada AQUI. Contudo, tais reservas foram desestabelecidas ou revogadas. Poucas delas ainda existem como um remanescente consideravelmente menor, ou foram fundidas com outras reservas indígenas, ou reconhecidas por governos estaduais (como a Área Estatística Tribal de Oklahoma, também conhecida como OTSA), mas não pelo governo federal dos EUA.

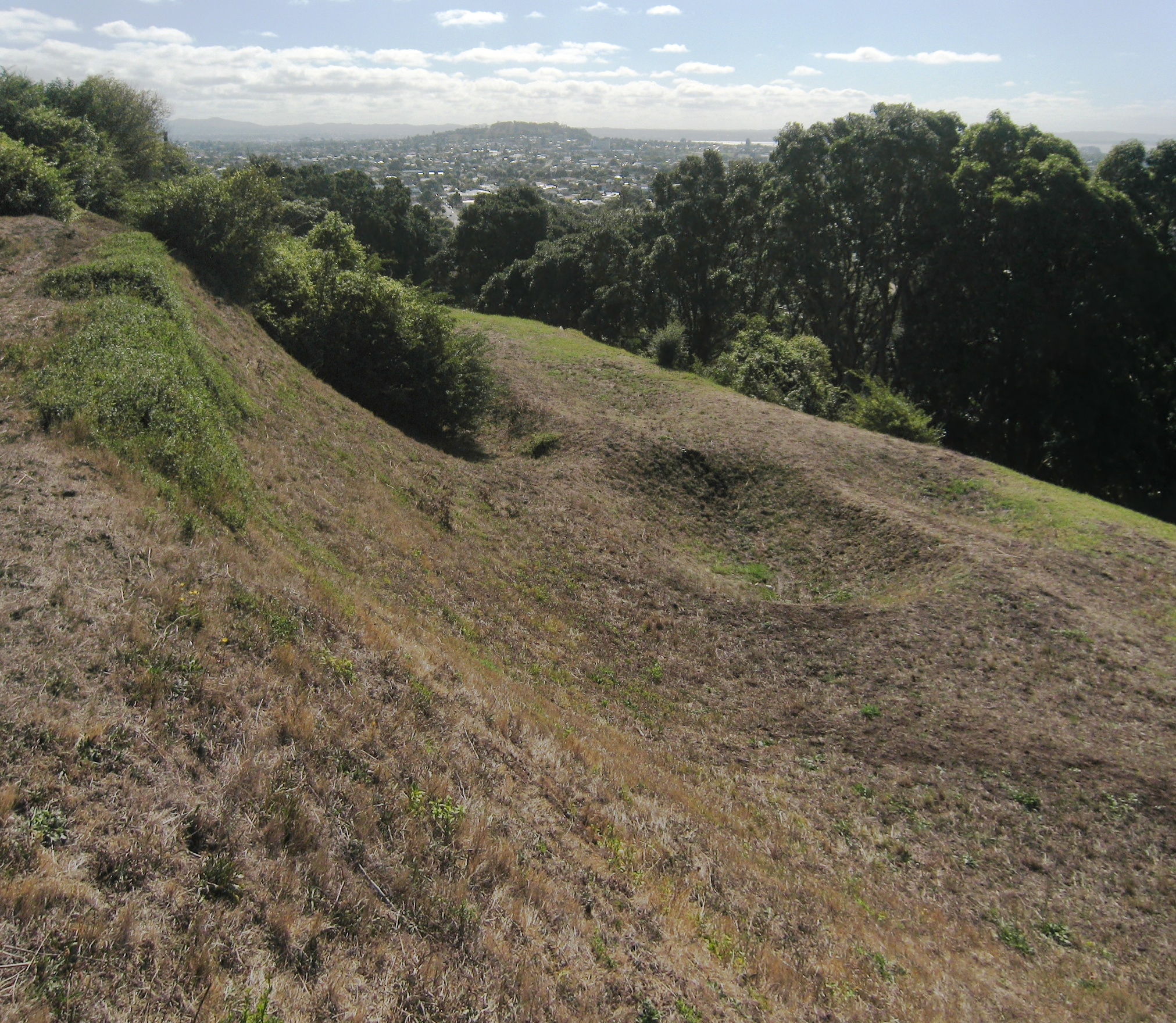
Terras Maori perto do Big King, um cone vulcânico em Auckland, na Nova Zelândia.

### Nova Zelândia
A Nova Zelândia foi um dos últimos lugares da Terra a ser colonizado pelos europeus.
Os direitos indígenas à terra foram reconhecidos no Tratado de Waitangi feito entre a Coroa Britânica e vários chefes maoris. O próprio Tratado tem sido frequentemente ignorado, mas os tribunais da Nova Zelândia geralmente aceitam a existência do título nativo. As controvérsias sobre os direitos da terra indígena tendem a girar em torno dos meios pelos quais os maoris perderam a propriedade, e não se eles tinham a propriedade em primeiro lugar.